# 新石器時代のヨーロッパ

紀元前7千年紀から5千年紀にかけての新石器時代の広がりを示す地図

およそ紀元前4500年-4000年のヨーロッパ

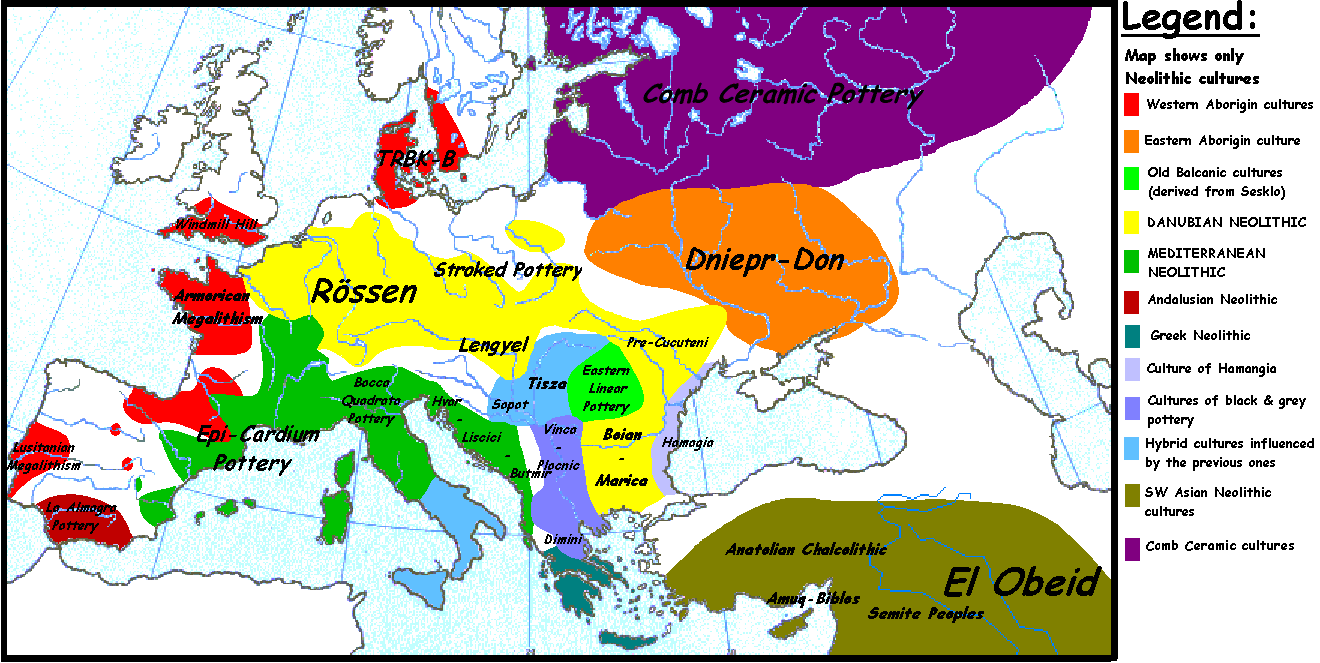
およそ紀元前4000年-3500年のヨーロッパ

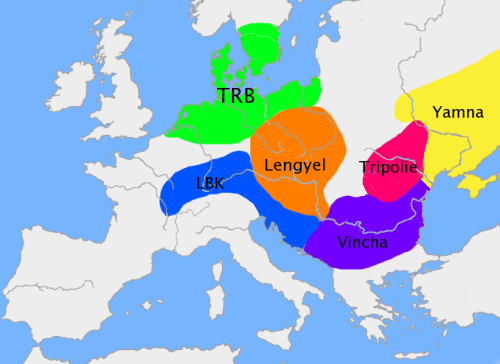
紀元前4千年紀後半の主要な「古ヨーロッパ」文化の簡単な地図。緑はファンネルビーカー文化 (TRB)。青は線帯文土器文化 (LBK)。オレンジはレンジェル文化、紫はヴィンチャ文化、赤はククテニ文化そして黄色はヤムナ文化の西部。

新石器時代のヨーロッパ（しんせっきじだいの-, 英: Neolithic Europe）は、ヨーロッパにおける中石器時代と青銅器時代の間の、およそ紀元前7000年（初めて農耕社会がギリシアに現れたおよその時期）から紀元前1700年（北西ヨーロッパで青銅器時代が始まった）までの時代である。新石器時代の期間は地域によって変化し、その終わりは青銅器の導入によって示される。
- 南東ヨーロッパではおよそ4000年間（紀元前7000年–紀元前3000年）
- 北西ヨーロッパでは3000年以下（紀元前4500年–紀元前1700年）

## 基本的な特徴
具体的な年代にかかわらず、多くのヨーロッパの新石器時代のグループは基本的な特性を共有している。たとえば小規模の生活、平等主義と推定されること、家族を基本とする共同体、家畜動植物に狩猟と野生植物の採集を加えてやっとの生活、そして手作りの、すなわちろくろを使わず作られた土器などである。多くの違いも存在する。いくつかの南東ヨーロッパの新石器時代の共同体は3,000人〜4,000人が固く防備された集落で暮らしていたが（たとえば、ギリシアのセスクロ）、これに対してイングランドの新石器時代のグループは小さく（推定 50〜100人）遊牧生活をしていた。
新石器時代のヨーロッパの人々の起源、年代、社会組織、生活習慣および思想傾向は歴史資料ではなく考古学から得られたものである。なぜならこれらの人々は何も資料を残していないからである。1970年代から、集団遺伝学が新石器時代のヨーロッパの個体群史に関して、南アジアの人々の移住の過程や遺伝的関係を含む独立のデータを提供した。さらなる独立した道具である言語学（とりわけインド・ヨーロッパ語族の話者と新石器時代の人々との関係についての理論）が、早期のヨーロッパ言語の仮想的な再建に貢献した。多くの考古学者は、新石器時代の人々は西南アジアからヨーロッパへと拡大していき、インド・ヨーロッパ語の話者の導入と同時に中石器時代の文化に取って代わったと信じている。一方、多くの言語学者はインド・ヨーロッパ語族が取り込まれたのは続いて起きた青銅器時代の間であるという説を好む。

## 起源
考古学者たちは氷期の終わりに西南アジアのレバント地域で初めて食料生産社会が出現し、紀元前8千年紀に地域的に独特な多数の文化へ発展したと信じている。エーゲの食料生産社会の遺跡は放射性炭素でクノッソス、フランキティ洞窟（en:Franchthi Cave）、およびテッサリアの多数の大陸の遺跡は年代がおよそ紀元前6500年であると測定された。そのすぐ後、新石器時代のグループがバルカンと南中央ヨーロッパに現れた。南東ヨーロッパ（バルカン、イタリア、およびエーゲ）の新石器時代の文化は、西南アジアやアナトリア（たとえばチャタル・ヒュユク）のグループとある程度の連続性を示している。
現在の証拠は新石器時代の物質的文化が西アナトリアを経由してヨーロッパに伝わり、そして北アフリカや黒海の草原地帯の文化との類似点はヨーロッパ「から」の伝播によるものであることを示唆している。ヨーロッパにある新石器時代の遺跡はすべて陶器を含んでおり、西南アジアで家畜化された動植物を含んでいる: 一粒小麦、二粒小麦、大麦、レンズ豆、豚、山羊、羊、そして牛である。遺伝的データは新石器時代のヨーロッパで独立に家畜化が行われた動物は存在せず、家畜化された動物はすべてもともと西南アジアで家畜化されたことを示唆している。西南アジアに由来しない唯一の栽培化は、東アジアで栽培化されたキビであった。
考古学者は新石器時代早期の文化は中石器時代晩期と新石器時代晩期のどちらと比べても、比較的均質であったという説に賛同しているようである。エーゲからブリテンまでの、ヨーロッパを渡る伝播には、約2,500年（紀元前6500年 - 紀元前4000年）を要した。バルト地域への浸透は多少遅れた、紀元前3500年頃であり、ハンガリー平原への移住にも遅れがあった。新石器時代が肥沃な沖積平野のある一画から別の一画へと、山岳地帯を迂回して発達したように、一般論として入植は「とびとびの」パターンを示す。放射性炭素年代測定による解析は、中石器時代と新石器時代の集団は1000年程度ヨーロッパの多くの部分、とくにイベリア半島と大西洋岸沿いで、並んで共存していたことを明確に示している。

## 新石器時代の言語
マリヤ・ギンブタスはこれら新石器時代の文化を古ヨーロッパと呼んだ。彼女の枠組みで研究している考古学者と民族誌学者は、インド・ヨーロッパ語族の話者は青銅器時代初期に入植したことを示している証拠を挙げる（クルガン仮説、球状アンフォラ文化）。こういうわけで、多くの学者は用語新石器時代、古ヨーロッパ、および前インド・ヨーロッパを同義語であるとみなす。球状アンフォラ文化やそこから派生する諸文化、およびヤムナ文化やその派生諸文化から、本格的なインド・ヨーロッパ語族の話し手の大規模侵入経路はウクライナのステップ地帯（ポントス・ステップ）と推定される。考古学的には膨大な証拠によりこの流れが裏付けられ、ヨーロッパ全体の地形上の合理性も伴ってダイナミックな発展形態が説明されており、広く認められている。
異説として、ピーター・ベルウッドとコーリン・レンフリューは、主要な語族は新石器革命と関連する可能性が高いという仮説を発展させた。彼らの推論は、まず、新石器時代の道具の普及は文化伝播より交配に伴う伝播を通して起きた可能性が高く、第二に、家畜化された動植物に頼った定住民の集団は遊牧の狩猟採集集団よりはるかに早く成長したというものである。したがって、起源地域に住む人々は成長と拡大を重ね、彼らの言語をもたらした。ベルウッドの研究は考古学的、言語学的、および遺伝学的成果を結びつけ、オーストロネシアやインド・ヨーロッパのような大規模で広範囲に及ぶ語族は農業の最初の採用者と関係があるという事例にしている。ベルウッドはインド・ヨーロッパ、アフロ・アジア、およびエラモ＝ドラヴィダ語族はすべて北レバントの起源地域から分散したものであり、それらはすべて共通の祖先から枝分かれしたことを示唆するという説を主張し続けている — ベルウッドが関連づけている祖先はノストラティック大語族である。レンフリュー＝ベルウッド仮説は、新石器時代の広がりが単純な新石器時代の文化の採用よりもむしろ大幅な人口の入れ替えを伴う移住に似ているとみなし、新石器時代の広がりを調べるための遺伝的な証拠を得ることが可能であると主張する。そして確かにレンフリュー＝ベルウッド仮説は、世界の住民の遺伝距離を、血液型のようなのような古典的常染色体形質に基づき調査した遺伝学者の研究成果と合致していると主張する学者もいる。これらの著者は、ヨーロッパの人口集団における遺伝的変化の最も顕著なパターンはアナトリアを最高レベル、大陸の北辺と山岳地帯を最低レベルとした勾配をなしているとする。彼らはこの勾配を新石器時代のアナトリアからの入植の道中に遺伝的混合を伴い、新石器時代が極東ヨーロッパに到達するときまでにもとのアナトリアの遺伝子プールが大きく薄められた結果であると解釈し、考古学的証拠は存在しないものの、考古学者の多くが支持するクルガン仮説で推定される「ウクライナ」という説と真っ向から対立する。

## 中石器時代の人々
最初期の現生人類 — ホモ・サピエンス — がヨーロッパへ入ったのはおそらく50,000年ほど前、長い間氷期のとくに気候が穏やかな、ヨーロッパが比較的温暖で、食料が豊富だった時期の間である。南フランスにあるラスコーの洞窟壁画のような、世界最古の芸術作品のいくつかはこの移住から程ない時期であると年代測定可能である。ネアンデルタール人はすでに約15万年もそこにいたと考えられているが、おそらく寒冷期に現代人との争いに敗れ、約30,000前に絶滅したようである。どの程度まで現代人がネアンデルタール人と異種交配していたのかは – もし少しでもしていたなら – 未だ議論の余地がある。最後の氷期にヨーロッパははるかに寒冷で厳しい環境となり、北部の大部分は荒涼たる氷河に覆われた。氷河が後退し始めた、およそ20,000年前、人類は再び北方へ移住した。この人口集団は紀元前7千年紀中石器時代のヨーロッパで新石器時代の文化が初めてアナトリアからヨーロッパに入り始めたときにあるがままの状態であった。
もし新石器時代のヨーロッパへの移民が本当にインド・ヨーロッパ語族であったなら、非インド・ヨーロッパ語族を話す人々は明らかに中石器時代の生き残りの候補である。ピレネー山脈のバスク人が最も強力な事例を提示している。なぜならば彼らの言語は世界の他のどの言語とも関係なく、バスクの人々には類のない遺伝的特徴があるからである。北東ヨーロッパの、ウラル語族を話す人々（たとえばフィン人）が中石器時代の人々の生き残りであることも示唆されている。その他の現在のヨーロッパの非インド・ヨーロッパ語族—トルコ語、マルタ語、およびマジャール語—は歴史時代に伝来した。いくつかの絶滅したヨーロッパの言語は非インド・ヨーロッパ語族であると思われる（たとえばエトルリア語）が、これらが中石器時代の生き残りであるのかそれ以後の移住の結果であるのかは不明である。

## 文化と遺跡の一覧
- 新石器時代早期

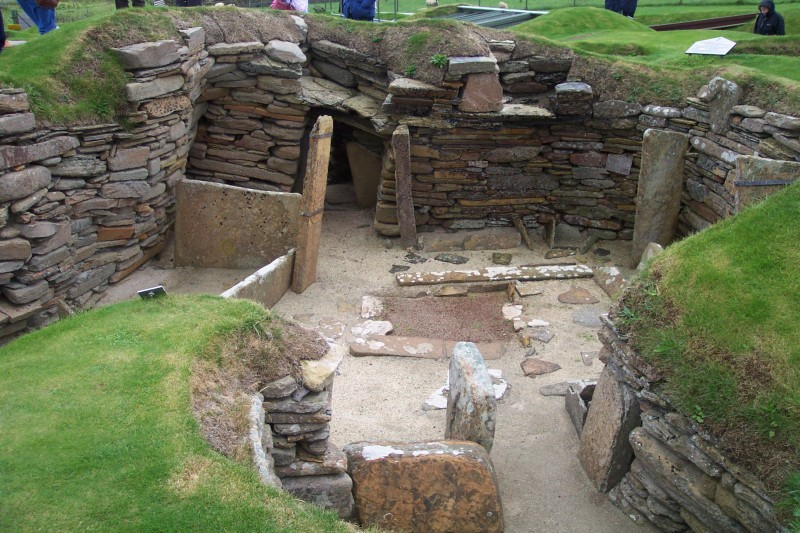
スカラ・ブラエ (オークニー) で出土した住居。ヨーロッパの最も完全な新石器時代の村。

  - スタルチェヴォ・クリシュ文化 （Starčevo I, Körös, Criş、中央バルカン、紀元前7千年紀から5千年紀）
  - en:Dudeşti culture（紀元前6千年紀）

- 新石器時代中期
  - ヴィンチャ文化（紀元前6千年紀から3千年紀）
    - en:Vinča culture

  - 線帯文土器文化（紀元前6千年紀から5千年紀）
    - en:Circular ditches

  - 櫛目文土器文化（紀元前6千年紀から3千年紀）
  - Precucuteni culture
  - エルテボレ文化（紀元前5千年紀から3千年紀）
  - Cortaillod Culture
  - en:Hembury culture
  - ウィンドミル・ヒル文化
  - Pfyn Culture
  - 球状アンフォラ文化
  - 縄目文土器文化
  - en:Horgen Culture

- 銅器時代
  - ククテニ文化（紀元前5千年紀）
  - レンジェル文化（紀元前5千年紀）
  - 紀元前4800年から紀元前4600年の間にen:circular ditchesに記念碑を並べて建造した中央ヨーロッパの文化。
  - en:Varna culture（紀元前5千年紀）
  - ファンネルビーカー文化（紀元前4千年紀）
  - ビーカー文化（紀元前3千年紀から2千年紀、早期青銅器時代）
    - ストーンヘンジ、スカラ・ブラエ